# 近鉄20000系電車
20000系電車（20000けいでんしゃ）は、近畿日本鉄道の団体専用列車用の電車。「楽」（らく）の愛称がある。

## 概要
20100系（初代「あおぞら」）の老朽化に伴う代替用として1990年10月に竣工、各種試運転や試乗会を実施して、同年11月23日から営業運転を開始した。製造費は6億5,000万円。
愛称とされた楽（RAKU）とは、設計コンセプトであるRomantic Journey、Artistic Sophistication、Kind Hospitality、Unbelievable! の略で、車両側面に表記されたロゴ「楽」の文字は書家・榊莫山の揮毫によるものである。
このほか、当該形式は近鉄伝統の2階建車両を組込むため、ビスタカーの名称も名乗る。このため、両先頭車側面に「VISTA CAR」のロゴタイプが貼り付けられた。なお、電算記号（編成記号）はPL を使用する。

## 車体

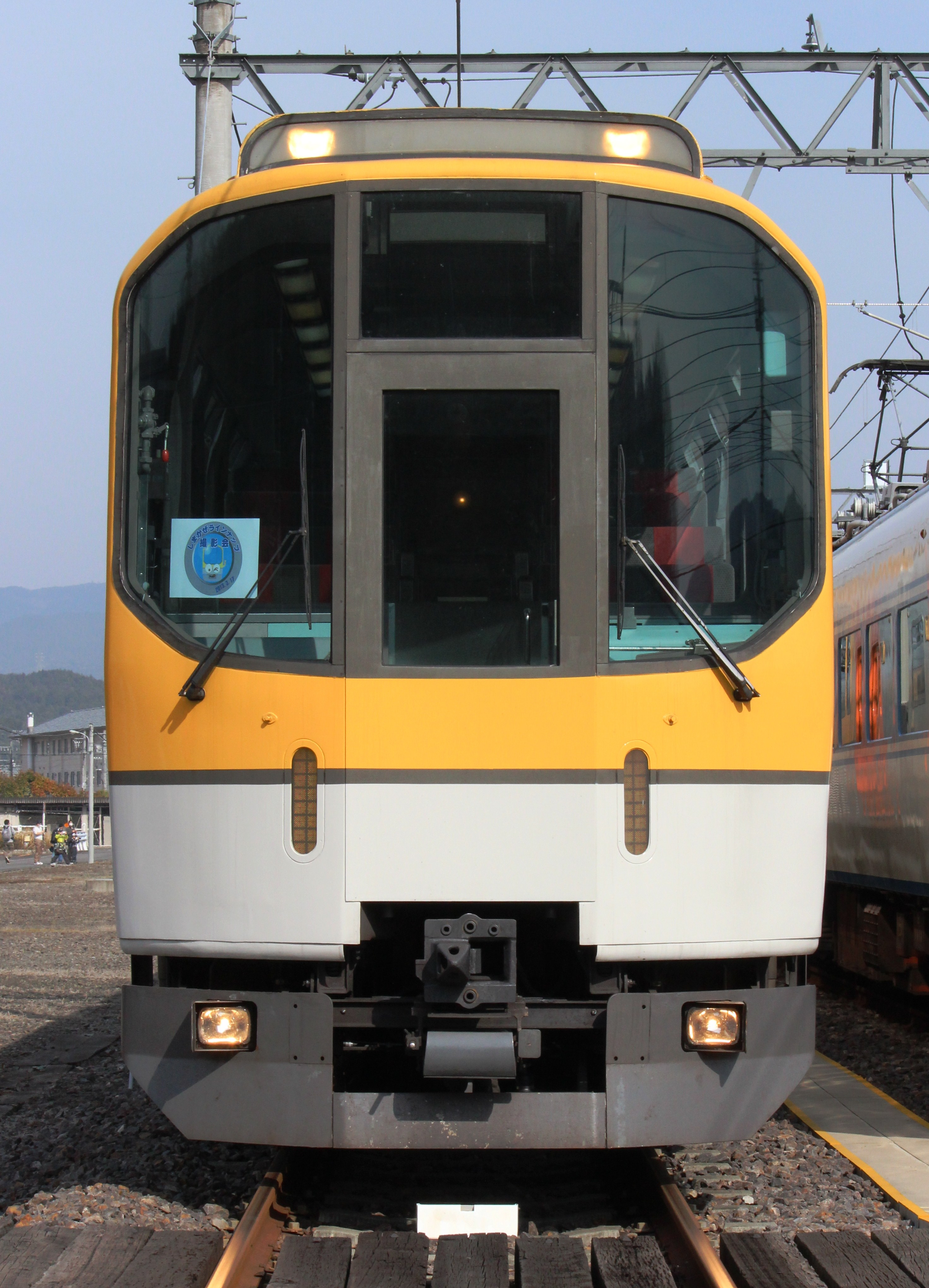
車両限界一杯まで拡大されているフロント

車体は車両限界を最大限活用しており、在来の2階建車両に比べて通路部分の屋根を高くして、圧迫感をなくしたのが特徴。本系列の登場から6年後の1996年に30000系「ビスタカーIII世」が車体更新によって「ビスタEX」に改造される際にも、同様の屋根構造に改造されている。窓も大きな曲面ガラスとし、柱に冷暖房用の風洞を設けているのも特徴的である。塗装は上半分を黄色、下半分をホワイト、境目に濃い茶色のラインを通し、乗降扉部分は濃いオレンジ、その脇の車端部はグレーのカラーリングである。
両先頭車両（ク20100形・ク20150形）は2階建車両の制御車 (Tc) で、運転席の直後は階段状の前面展望席としている。標識灯兼尾灯は26000系と同タイプのLED式で、縦8×横2列の配置で左右に設けた。前照灯は屋根に2灯、排障器内に補助としてリトラクタブル式を2灯（いずれもシールドビームタイプ）を設けた。また、屋根部前照灯間と先頭部天井にサンルーフを設け、開放感を演出した。また、階下の一部は機器室として補機類や空調装置を搭載している。
前面は貫通路を備えた構造であるが、通常はカバーで覆われており、他の編成との連結はほとんど行われていない。ただし、本系列に不具合が発生した際に22000系と併結し、大阪線名張駅 - 高安駅間を回送列車として走行したことがある。運転台は貫通式であるが客室からの視界の一部となるため、各機器は埋め込み取付を基本として計器パネルはコンソールとしてコンパクトにまとめた。また、マスコン・制動弁は従来型（縦軸式）である。
中間車（モ20200形・モ20250形）は高床構造の電動車 (M) で、床下に主制御器と空調装置を搭載している。集電装置はトイレの屋根部分に下枠交差式PT4811形を各1台搭載する。
乗降扉は、一度に多数が乗降する団体利用を考慮して、通勤車と同じ幅の両引戸が採用されているが、通勤車とは違って扉の窓は小さめになっている。
後年、転落防止幌が設置されたが、本形式は連結面の開口部が広いため、特急車用のフルハイトタイプではなく、シリーズ21と同様のハーフハイトタイプが取り付けられた。

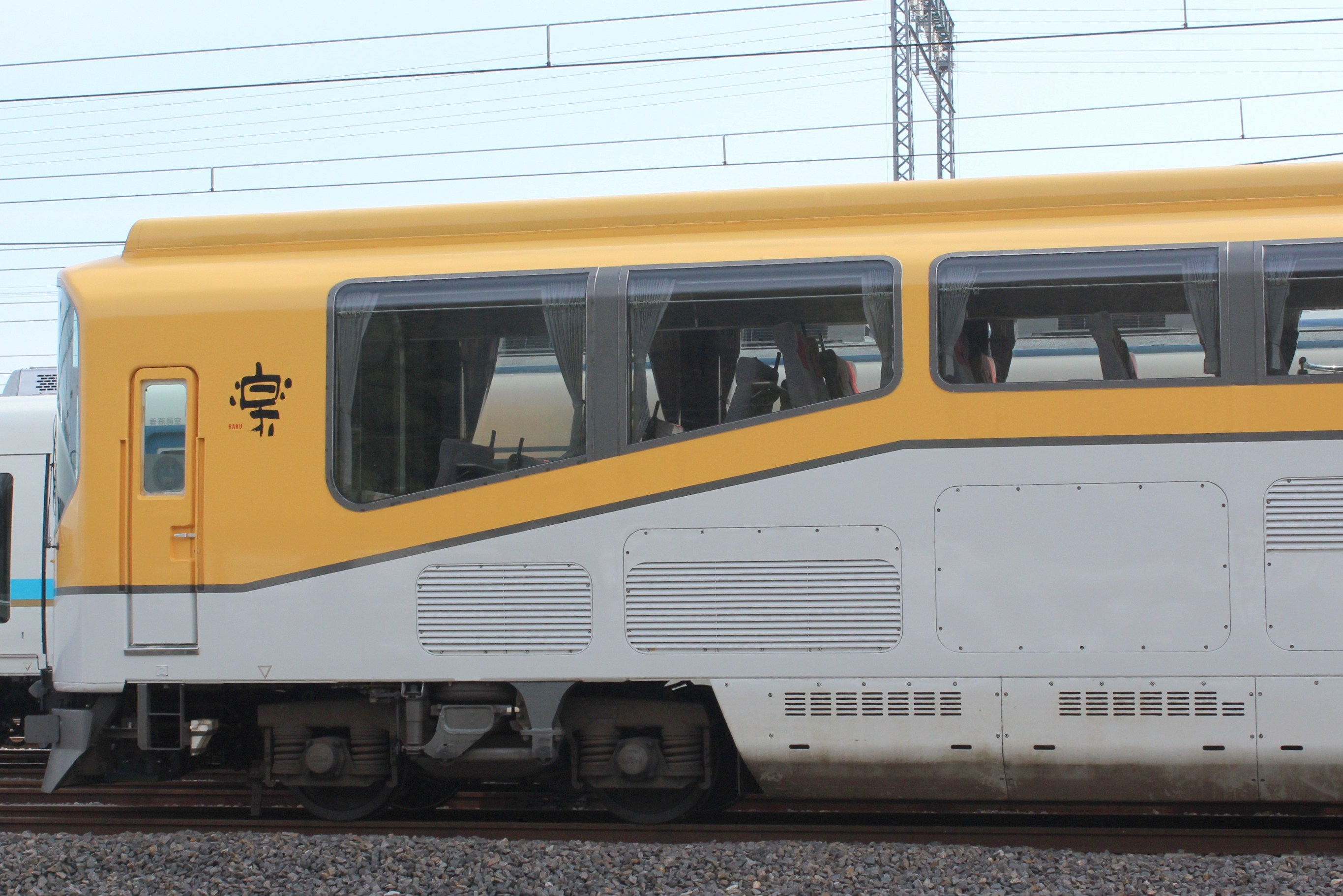
客室に呼応して窓も傾斜
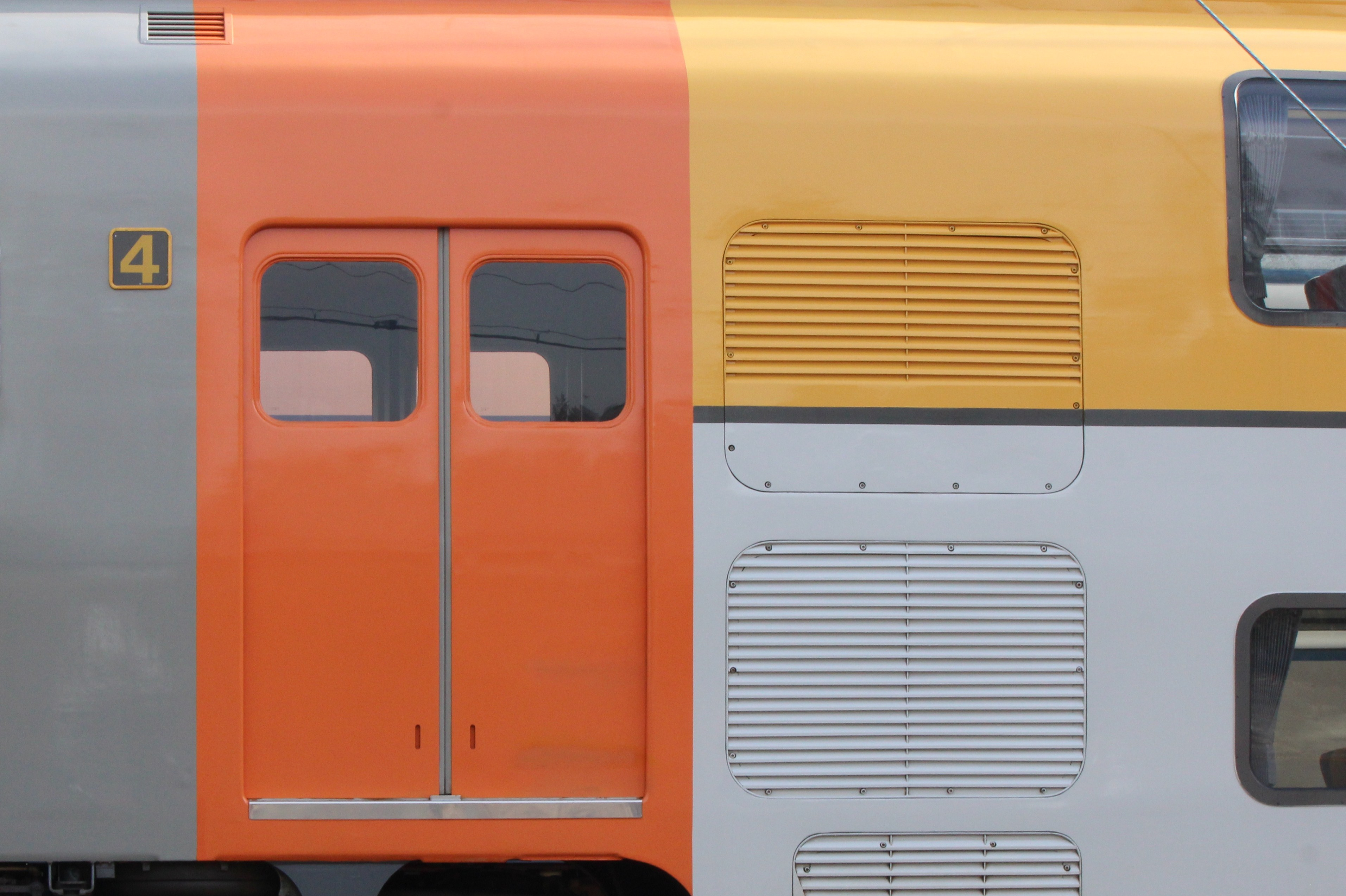
両開き式ドアと外板のルーバー
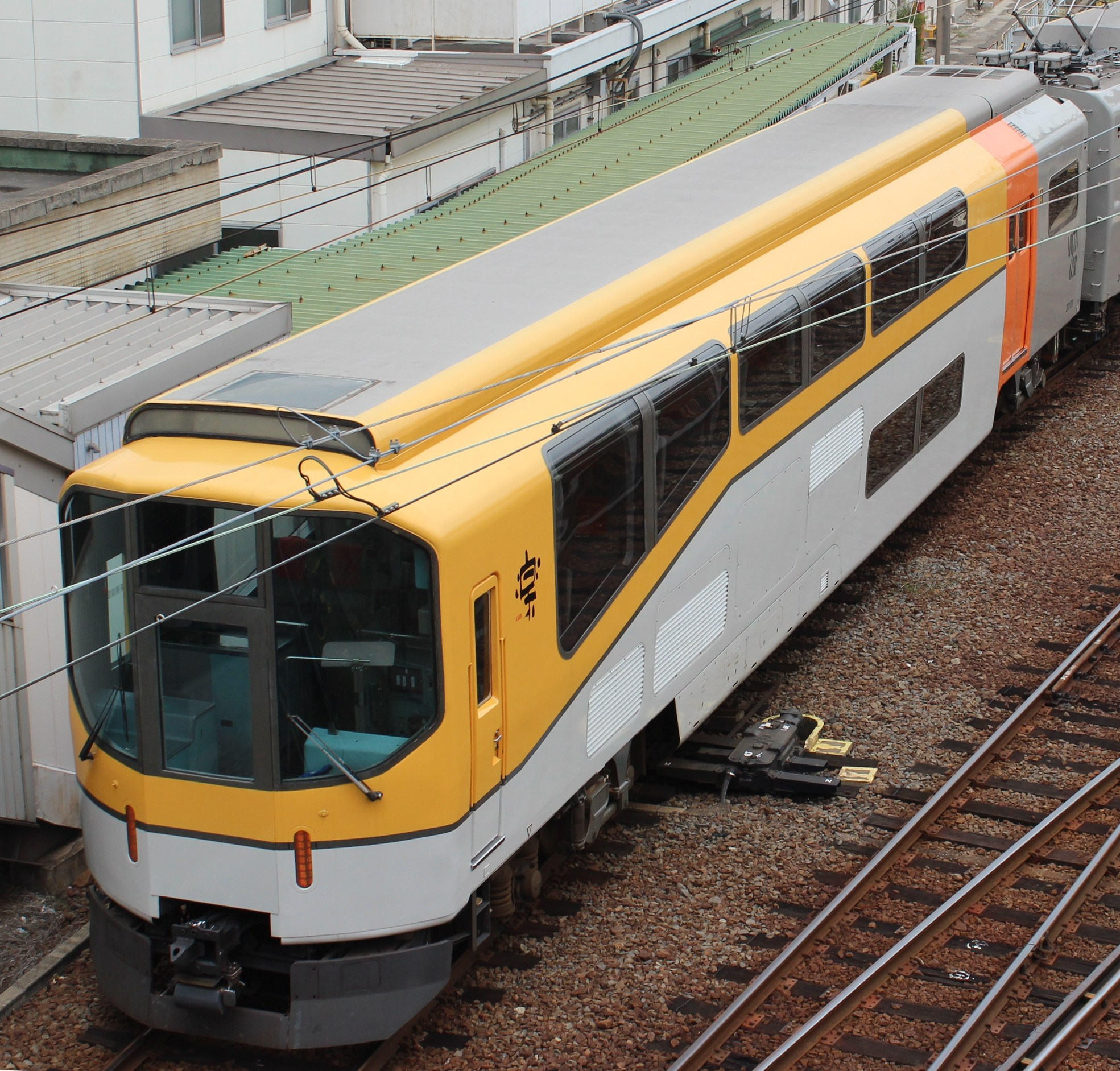
先頭車屋根には天窓がある
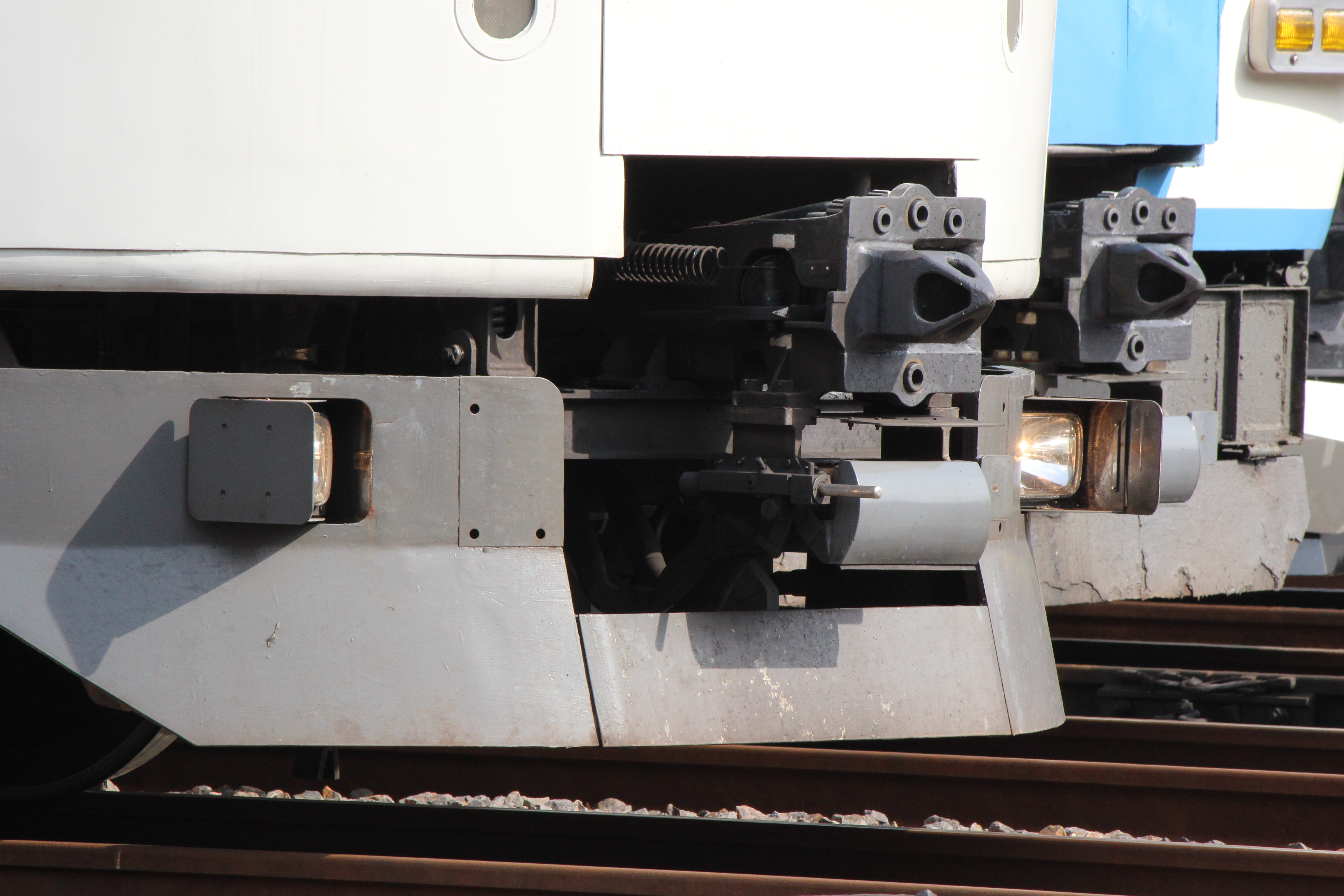
スカートにリトラクタブル式の前照灯を設置
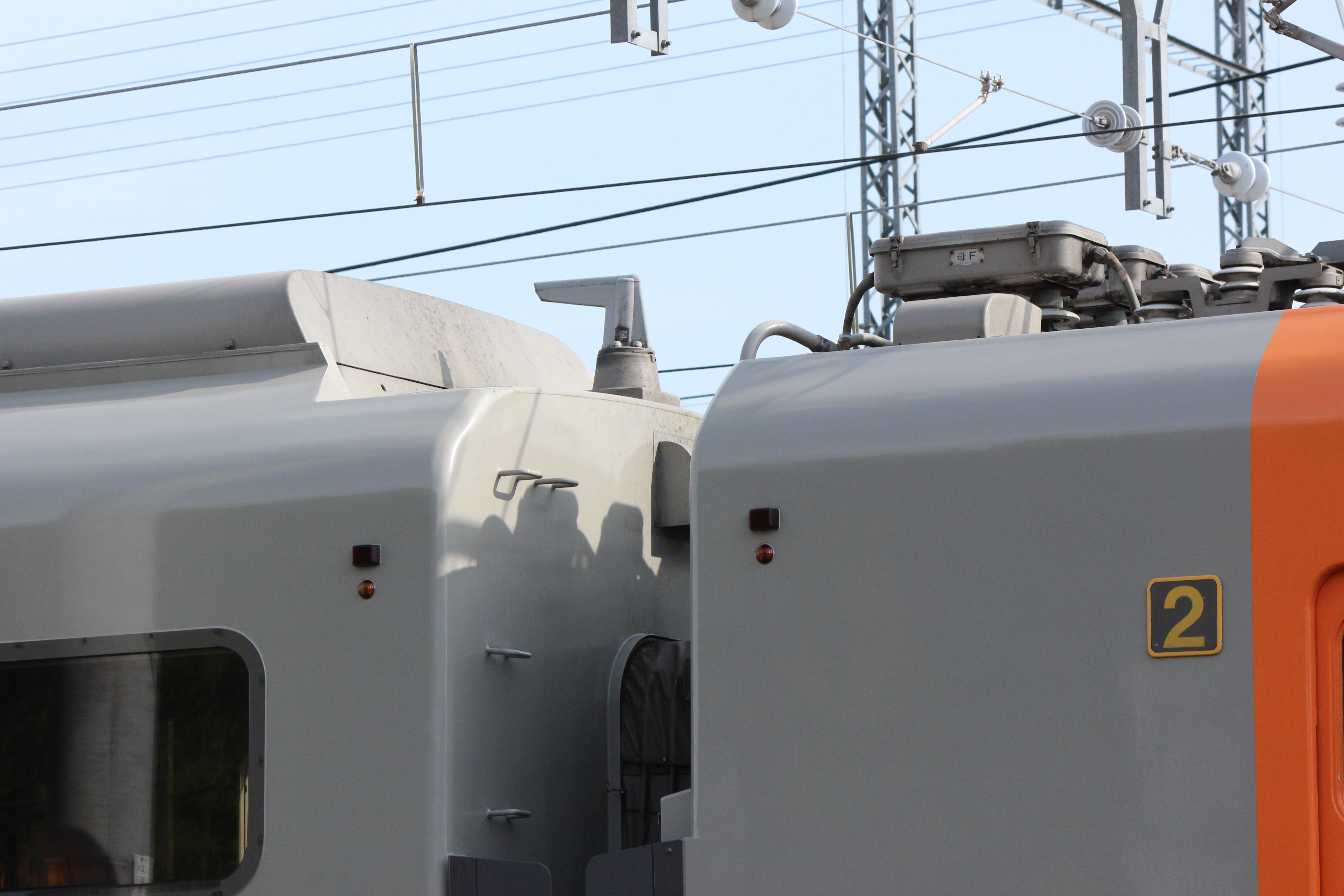
列車無線アンテナは屋根を切り欠いて設置
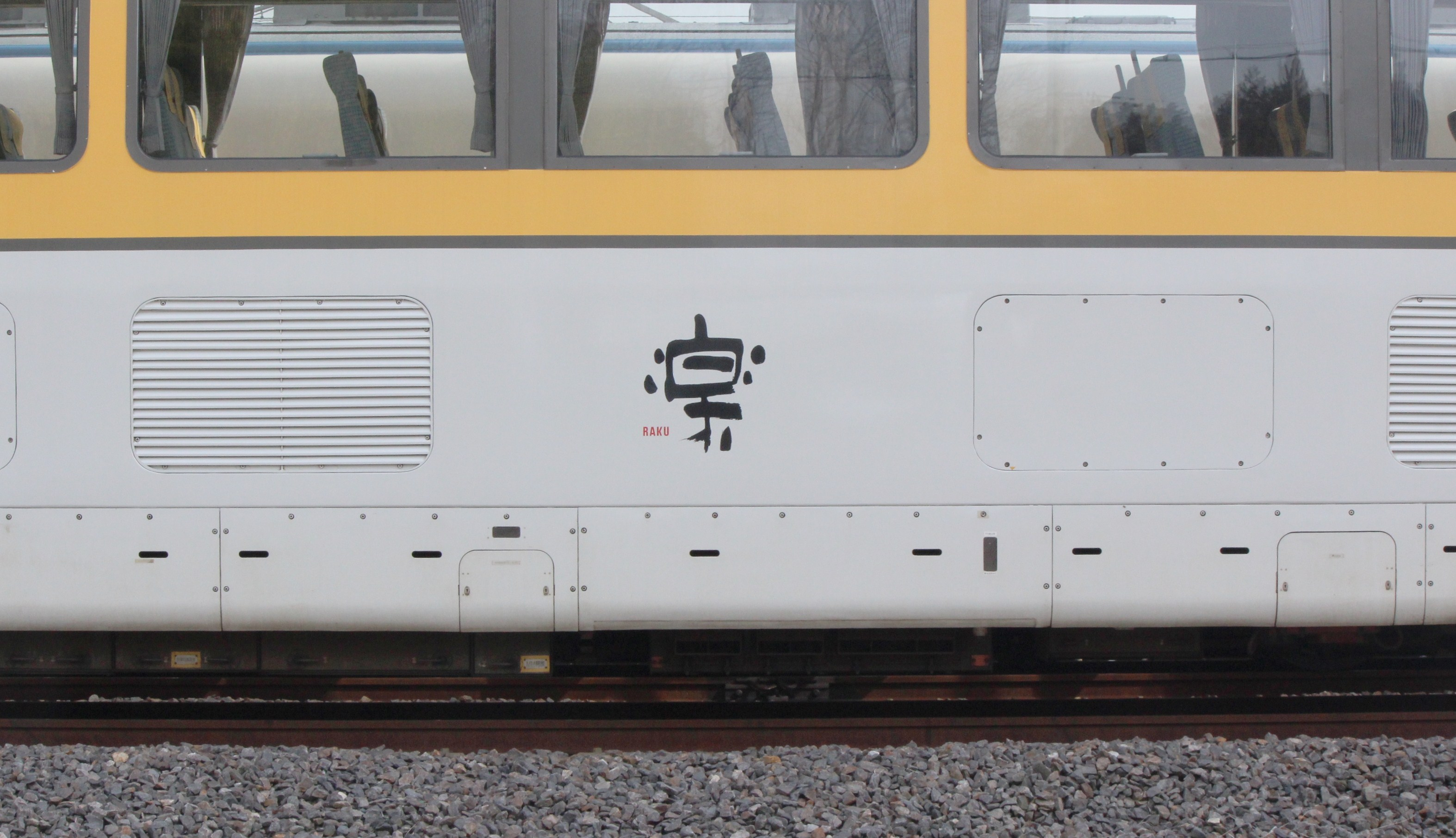
中間車床下はカバーで覆われている

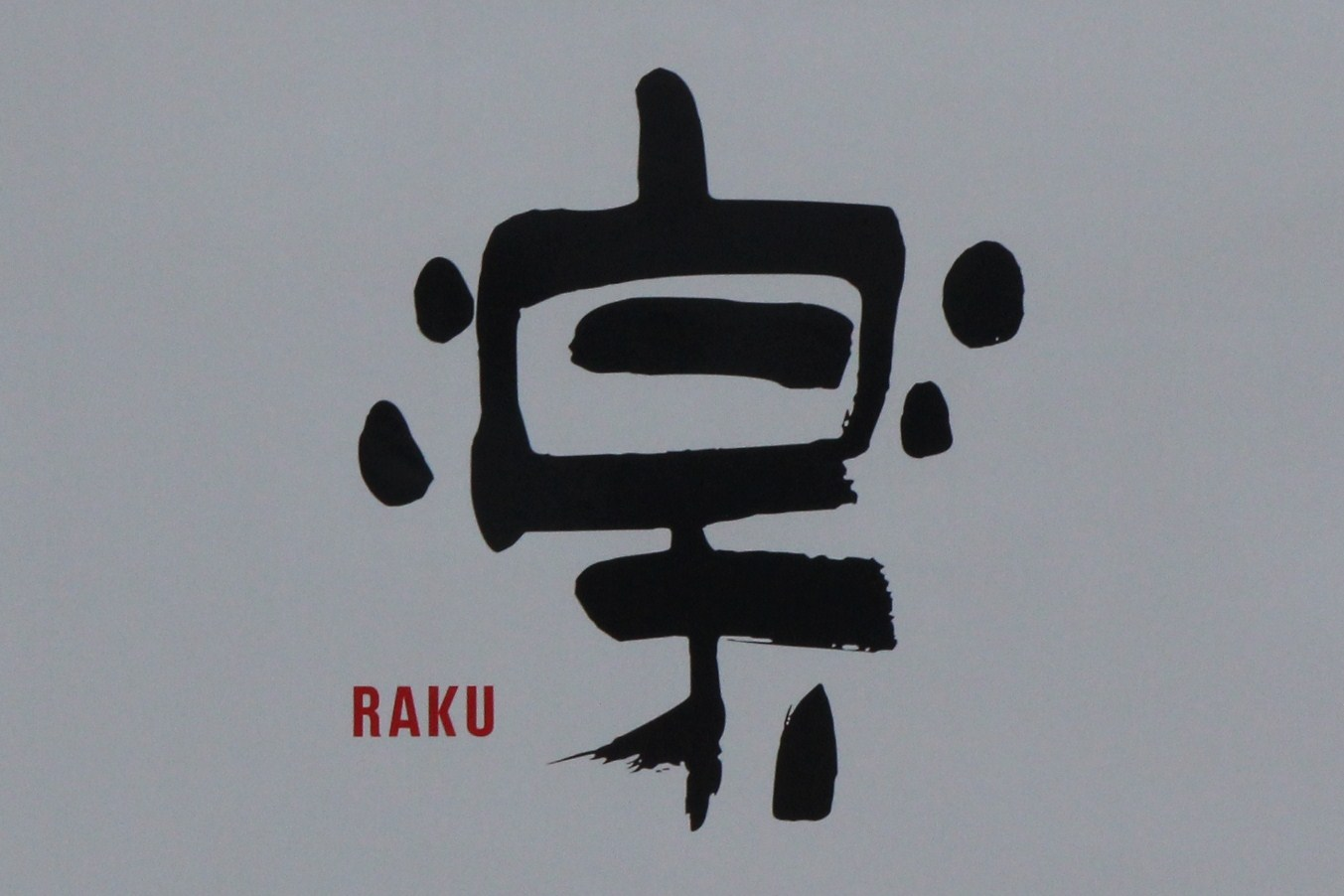
「楽」ロゴタイプ
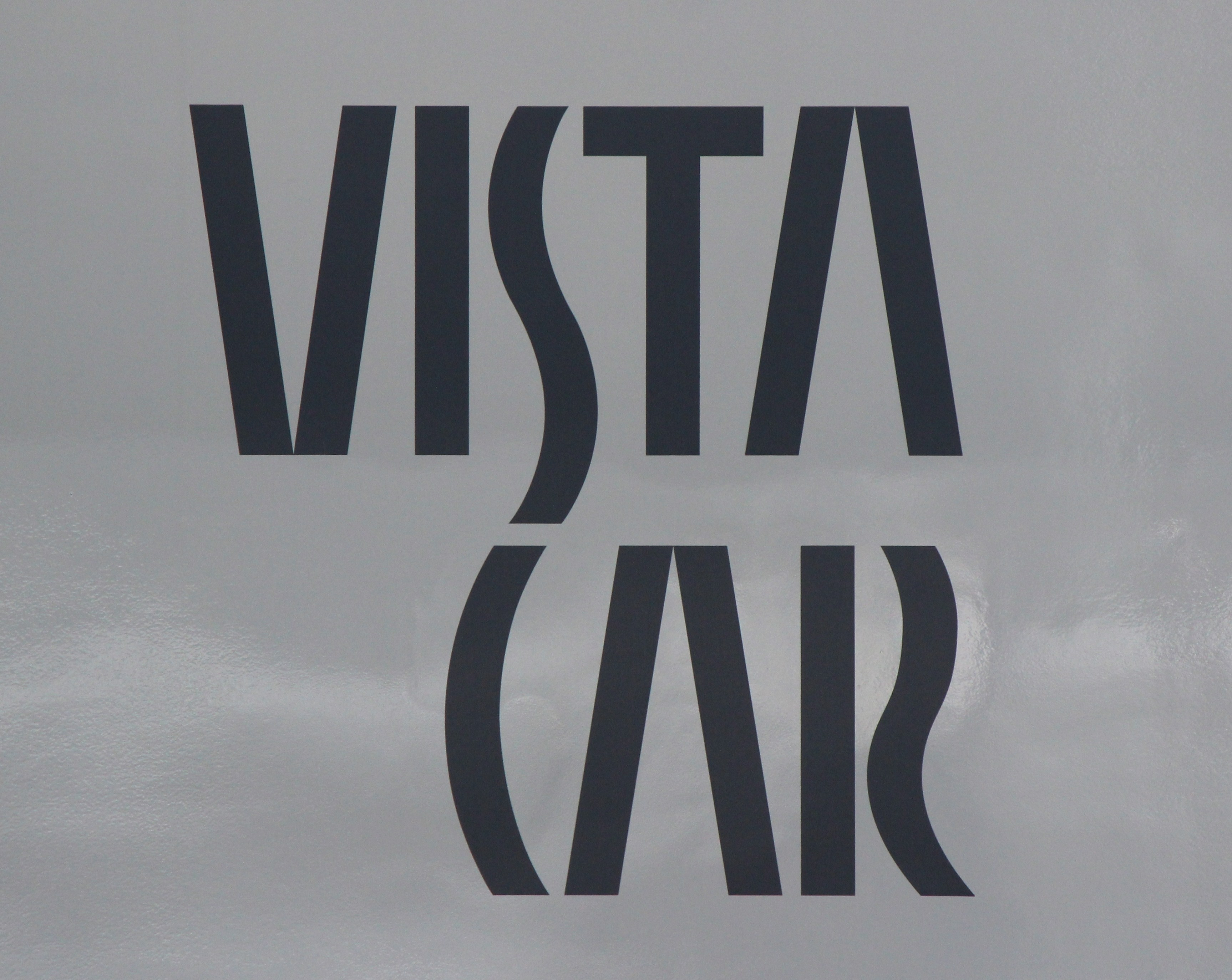
「VISTA CAR」ロゴタイプ

## 主要機器・性能
主電動機は12000系から12600系までの標準軌特急車で採用されている三菱電機MB-3127-A（端子電圧675 V時、1時間定格出力180 kW）に準じたMB-3127-Bである。歯車比も特急車と同一の3.81である。駆動装置はWNドライブである。
主制御器も12000系から12600系までの特急車に準じた抵抗制御で、三菱電機ABFM-254-15MDHE電動カム軸式自動加速制御器（力行23段、発電ブレーキ18段）である。電動車は編成の中間に2両隣り合わせで組成されているが、制御器自体は主電動機2基を永久直列とし、2群を直並列制御する1C4M方式であるため各電動車に搭載される。
制動装置は発電ブレーキ併用電磁直通ブレーキ（HSC-D形）・抑速ブレーキを装備し、21000系と同様に制動装置の制御圧装置（4段階）を採用して高速走行時の安全性を確保している。
台車は21000系のKD-97と同様に、固定軸距を従来車の2,200 mmから2,100 mmに短縮した近畿車輛KD-100・KD-100A形シュリーレン（湿式円筒案内）式空気ばね台車で、基礎ブレーキ装置として主電動機を装架するKD-100は両抱き式踏面ブレーキ、KD-100Aはディスクブレーキを採用した。
補助電源装置は21000系・26000系で実績のあるGTOサイリスタ素子による静止形インバータ+DC - DCコンバータ（定格容量70 kVA）を採用し、Tc車に搭載する。出力電圧は三相交流200V、三相交流100V、単相交流100V、直流100Vの4種類である。
空調装置はTc車（先頭車）が展望席の床中搭載形（台枠上面と客室床面の間の空間）で冷凍能力14.53 kW（12,500 kcal/h。ただし、暖房は9,500 kcal/h）のヒートポンプ式、階上席と階下席は乗降扉横に床置形で冷凍能力は17.44 kW（15,000 kcal/h。室外機2台と室内機1台から構成するセパレート形）、サロンコーナー部は屋根上に冷凍能力12.21 kW（10,500 kcal/h）の集約分散式をそれぞれ1台ずつ搭載する（1両あたり44.19 kW ≒ 38,000 kcal/h ）。
M車（中間車）は床中搭載形（台枠上面と客室床の空間）で冷凍能力14.53 kW（12,500 kcal/h。ただし、暖房は9,500 kcal/h）のヒートポンプ式を3台搭載する（1両あたり43.6 kW ≒ 37,500 kcal/h）。Tc車、M車とも空調ダクトにより車体各所に冷風を導いている。
起動加速度は2.5 km/h/s、最高速度は120 km/hである。標準軌の路線で全線のホーム有効長が4両編成以上であれば基本的にどの路線でも走行が可能である。

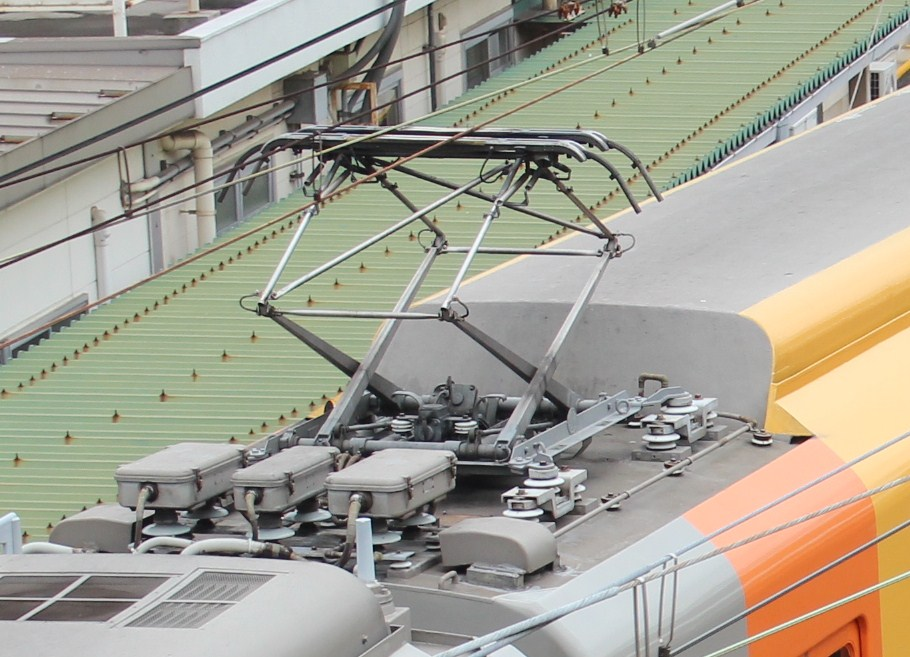
PT4811形パンタグラフを搭載
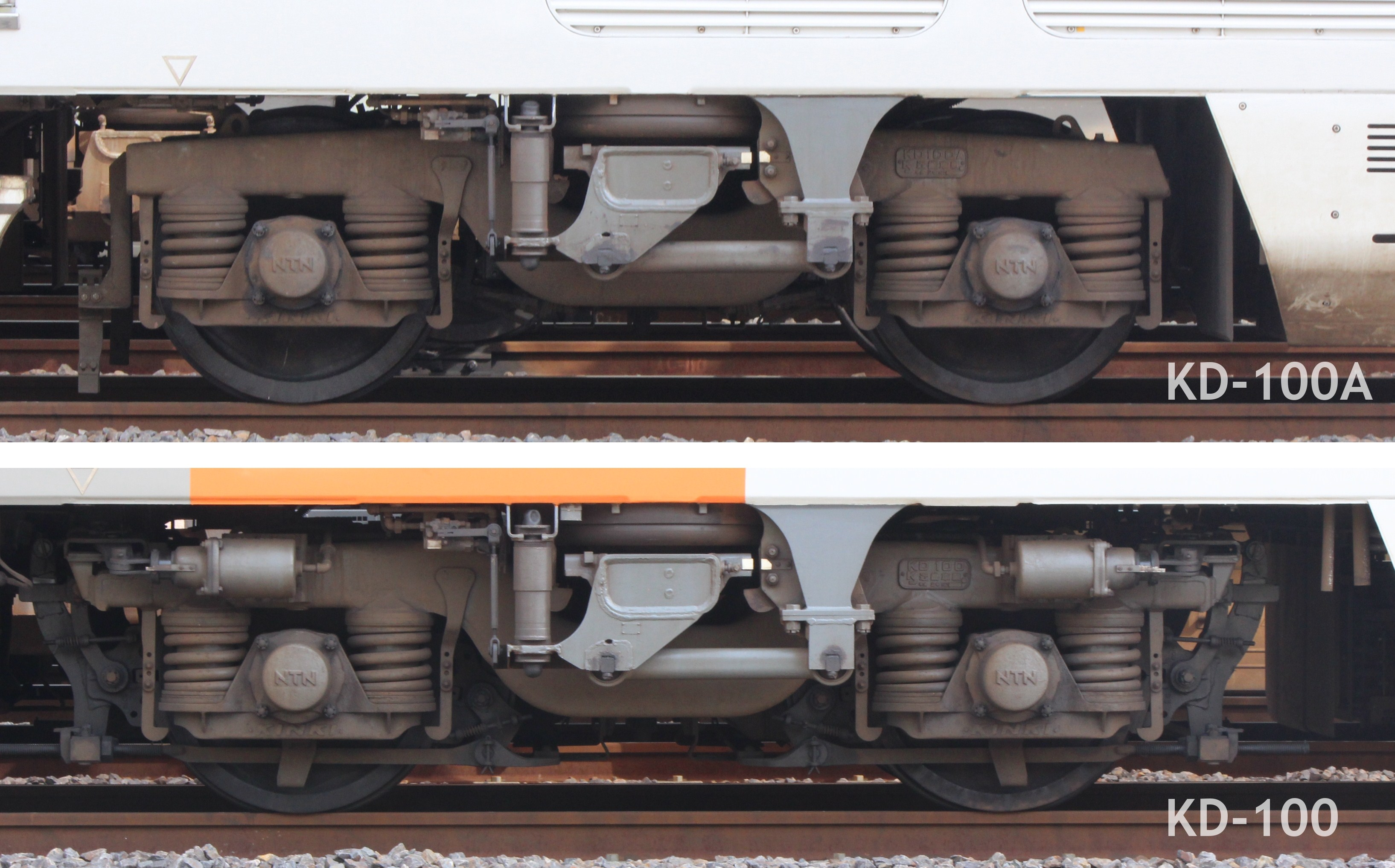
KD-100,KD-100A台車

## 編成
2019年4月現在、高安検車区に配置されている。MT比2M2T（電動車2両・制御車2両）の4両編成で、大阪側からク20100形 (Tc) - モ20200形 (M) - モ20250形 (M) - ク20150形 (Tc)で構成される。
| 項目＼運転区間 | ← 大阪上本町宇治山田 →                          | ← 大阪上本町宇治山田 → | ← 大阪上本町宇治山田 → | ← 大阪上本町宇治山田 →                          |
| 号車           | 1                                               | 2                      | 3                      | 4                                               |
| 形式           | ク20100形 (Tc)                                  | モ20200形 (M)          | モ20250形 (M)          | ク20150形 (Tc)                                  |
| 車両写真       |                                                 |                        |                        |                                                 |
| 搭載機器       | CP,BT,SIV                                       | CON                    | CON                    | CP,BT,SIV                                       |
| 自重           | 45.0 t                                          | 48.0 t                 | 48.0 t                 | 45.0 t                                          |
| 車両構造       | ダブルデッカー                                  | ハイデッカー           | ハイデッカー           | ダブルデッカー                                  |
| 定員           | 65（サロン9人分含む）                           | 68                     | 68                     | 65（サロン9人分含む）                           |
| 座席以外の設備 | サロン（ソファ6席、補助3席） 公衆電話（登場時） | 化粧室                 | 化粧室                 | サロン（ソファ6席、補助3席） 公衆電話（登場時） |

- 形式欄のMはMotorの略でモーター搭載車（電動車・動力車）、TはTrailerの略でモーターを搭載しない車（付随車）、Tcのcはcontrollerの略で運転台装備車。
- 搭載機器欄のCONは制御装置、SIVは補助電源装置、CPは電動空気圧縮機、BTは蓄電池。
- 編成定員は260名[11][注 1]。

## 車内設備
両先頭車はダブルデッカー構造で、定員は階上が42名、階下が14名である。階上室は室内高さを1,970 mm、階下室は1,850 mmとした。階下室のアプローチの階段は、2か所設けられており、運転台側をらせん式とした。従って階下室は通り抜けが出来る。空調はダクトとなっている窓柱部に吹き出し口があるほか、荷棚下部に個別空調を設けた。照明は21000系に準じた荷棚照明と、荷棚個別空調部の上に別個照明を設置して天井を照らす構造とした。妻壁に26000系に類似したサインパネルを設置した。なお、仕切りドアは設置されていない。室内床面は全面カーペット敷きとした。階下室のらせん階段付近の妻壁に21インチモニタを取り付けて、車載カメラからの映像を放映するほか、カラオケを楽しむための機器も設置した。
中間車はハイデッカー構造で、室内高さを2,250 mmとした。天井空間に多少余裕があることで、天井は間接照明方式とした。車内放送用スピーカーは天井部に設置したため、よく目立つ。中間車同士の連絡は同じフロアレベルで行き来が可能で、ガラス製の扉が取り付けられた。反対側は階段を設置しており、仕切り扉はない。カーテンは横引き式であるが、近鉄車両初のプリーツカーテンが採用された。座席番号表記は後年、21020系に倣って大文字化された。荷棚下部の照明や個別空調は両先頭車に準ずる。
一般客室の座席は転換クロスシート（展望席は運転台向きの固定式クロスシート）で、階上席と中間車のひじ掛け通路側には補助席としてT-barと呼ばれる簡易の腰掛けを設けている。また、座席間に支柱付きの人造大理石製細長テーブルを設置した。モケットは先頭車と中間車で色を変えた。また、モケットに合わせ楽のロゴを入れた専用の枕カバー（色はカーマインまたはマスタードイエロー）も用意されている。シートピッチは両先頭車が980 mm、中間車は910 mmである。先頭車車端部には6人分のサロンコーナーが設けられ、背もたれの高いソファーとしている。また同コーナー壁部分には折りたたみ式座席を3つ分設置した。このスペースは幹事席としての使用も可能で、業務放送とは別に、幹事用案内放送マイクを設置している。
トイレは中間車の先頭車寄り車端部に和式と洋式を各1か所設置している。洗面台はトイレ内部にあり、独立した空間としては存在しない。トイレの内装は当時の特急車に準じ、自然石（赤御影石）を床材に使っている。

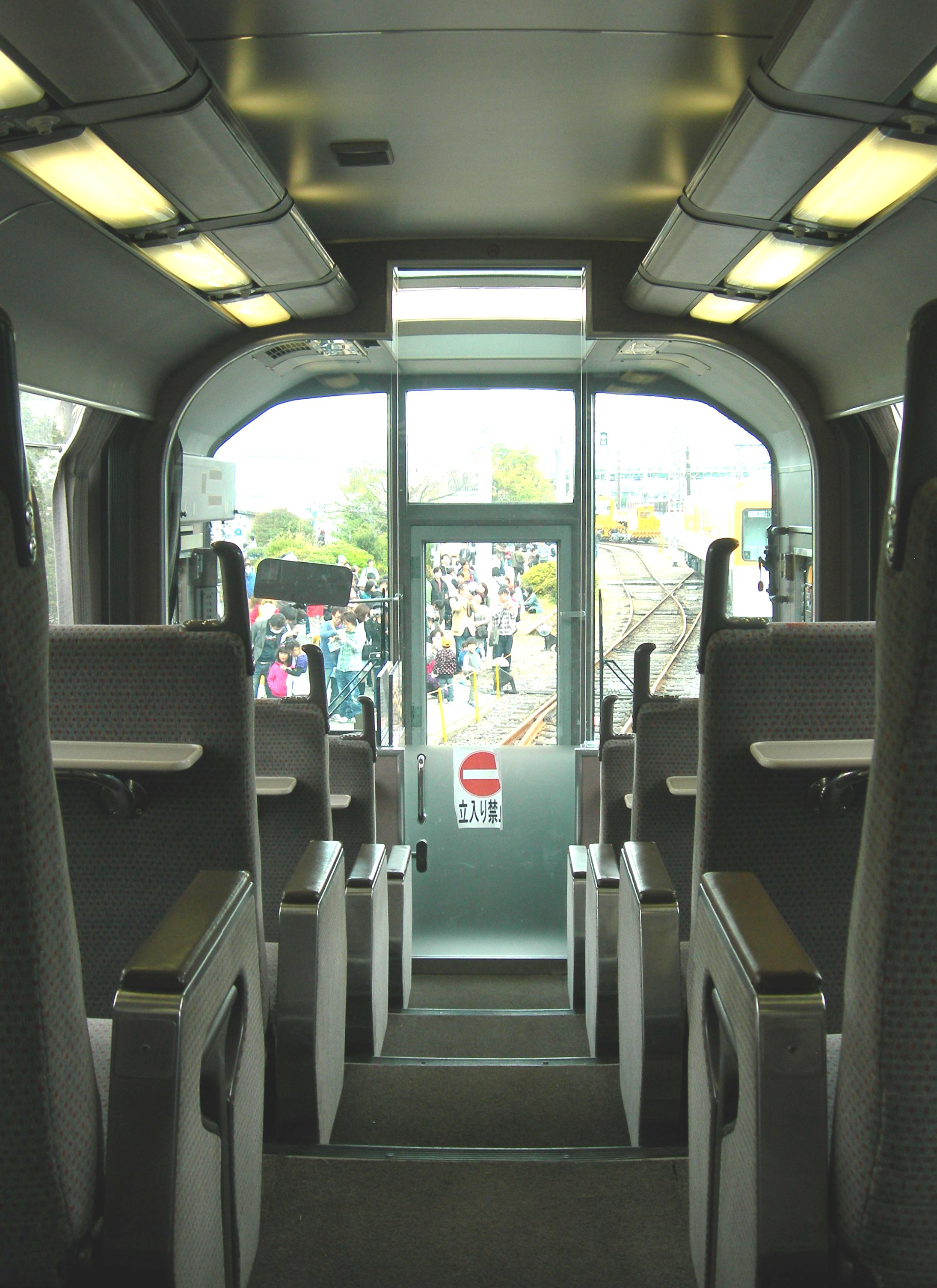
展望席
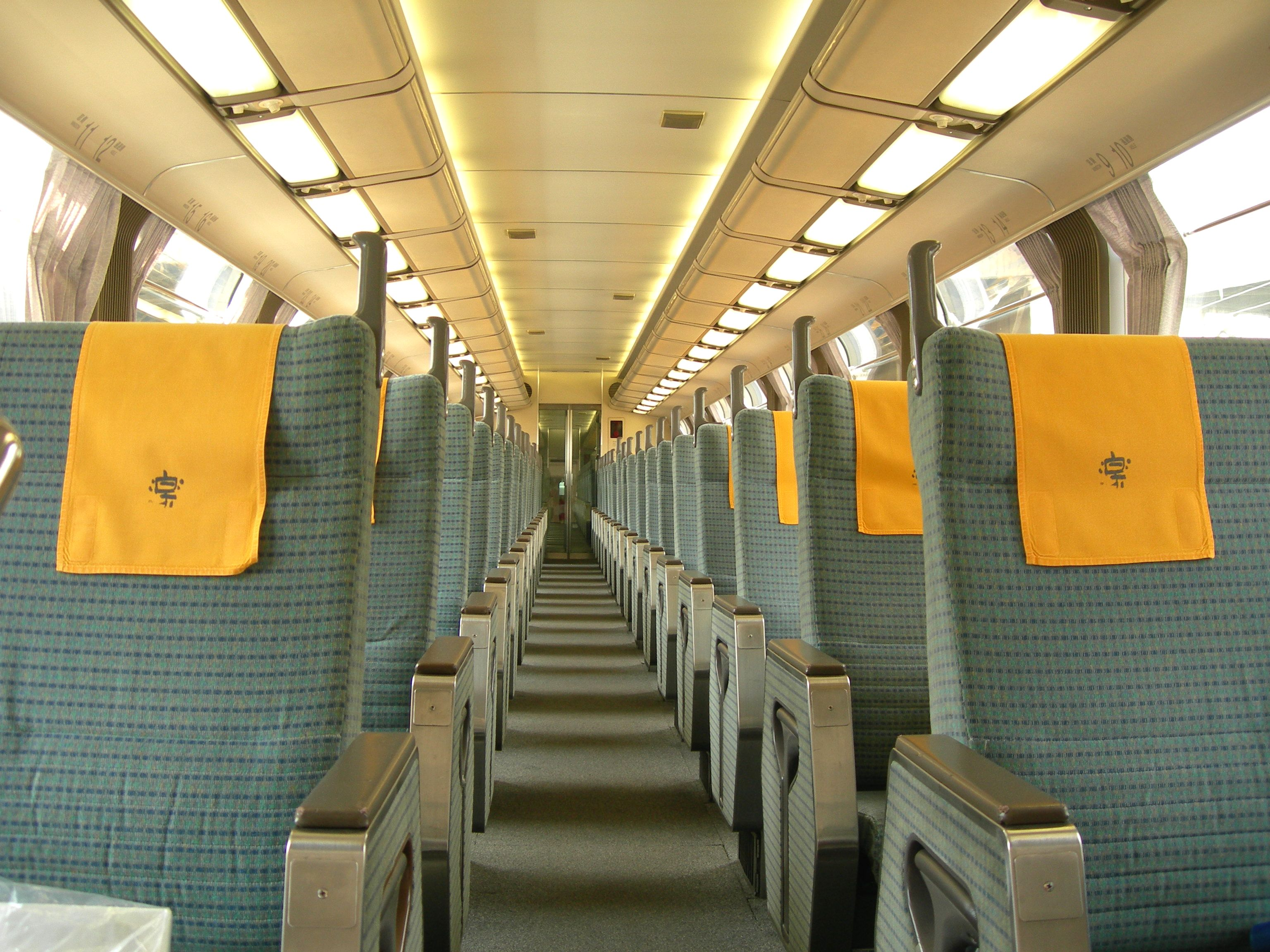
一般客室
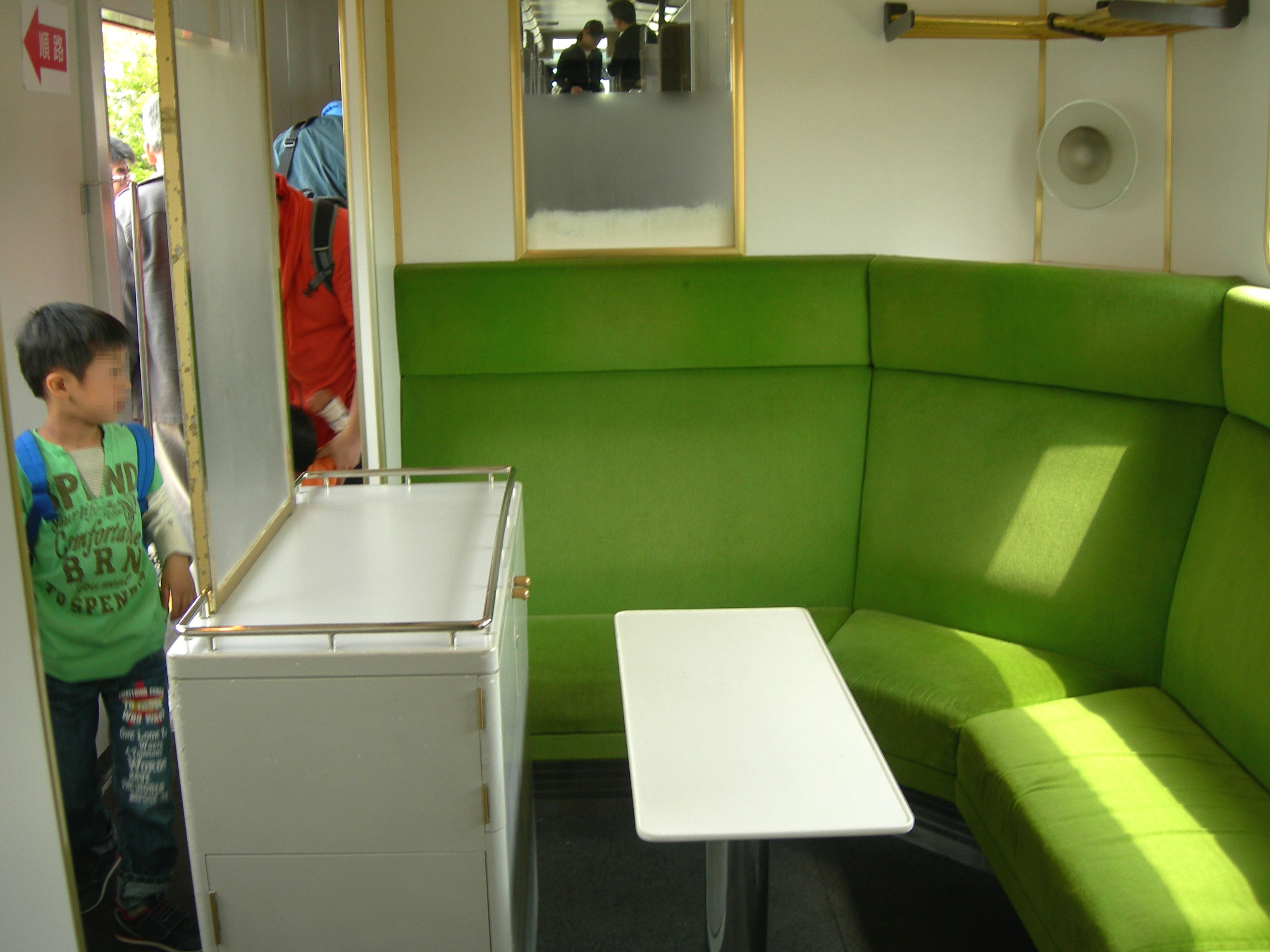
サロンコーナー
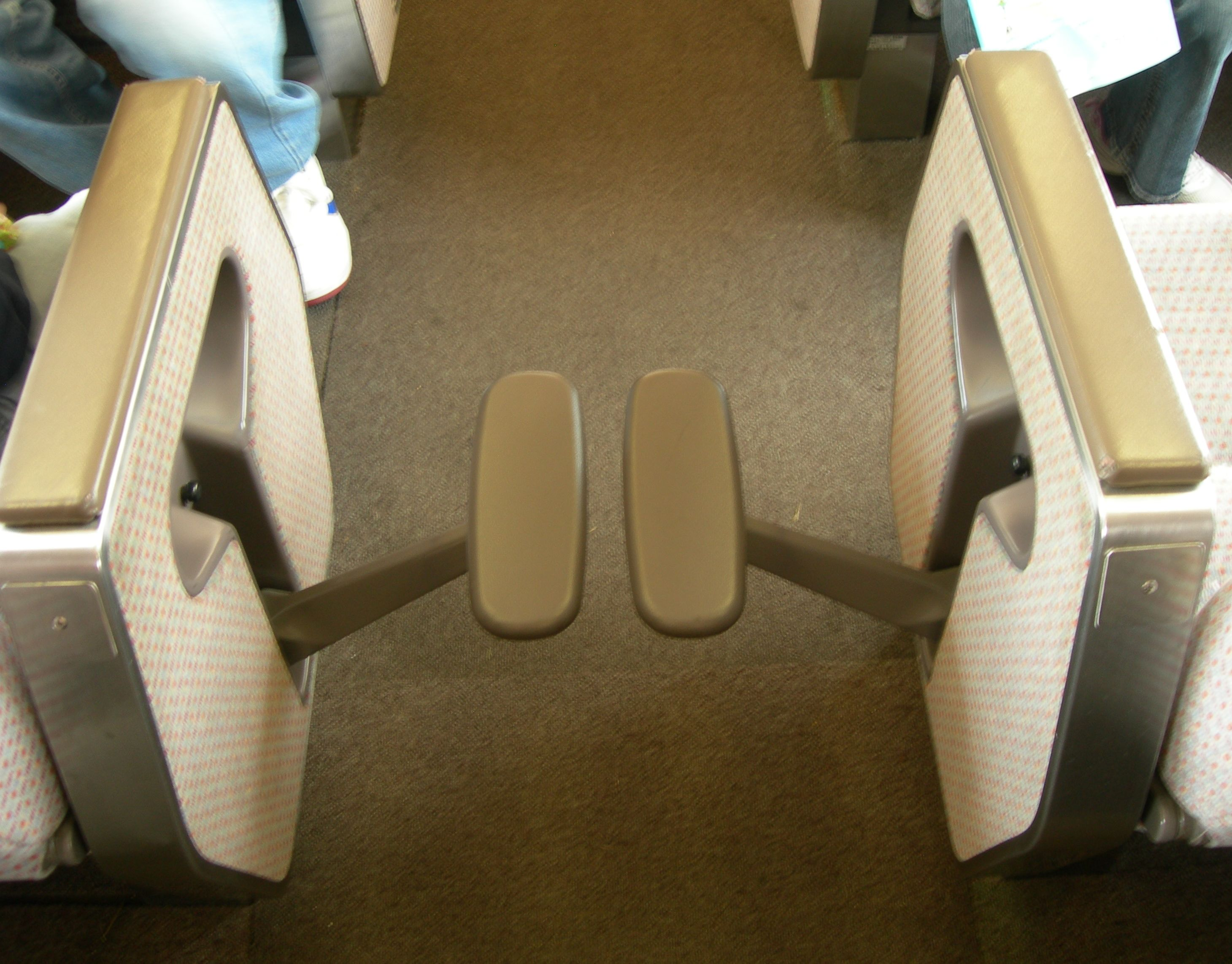
T-bar

## リニューアル

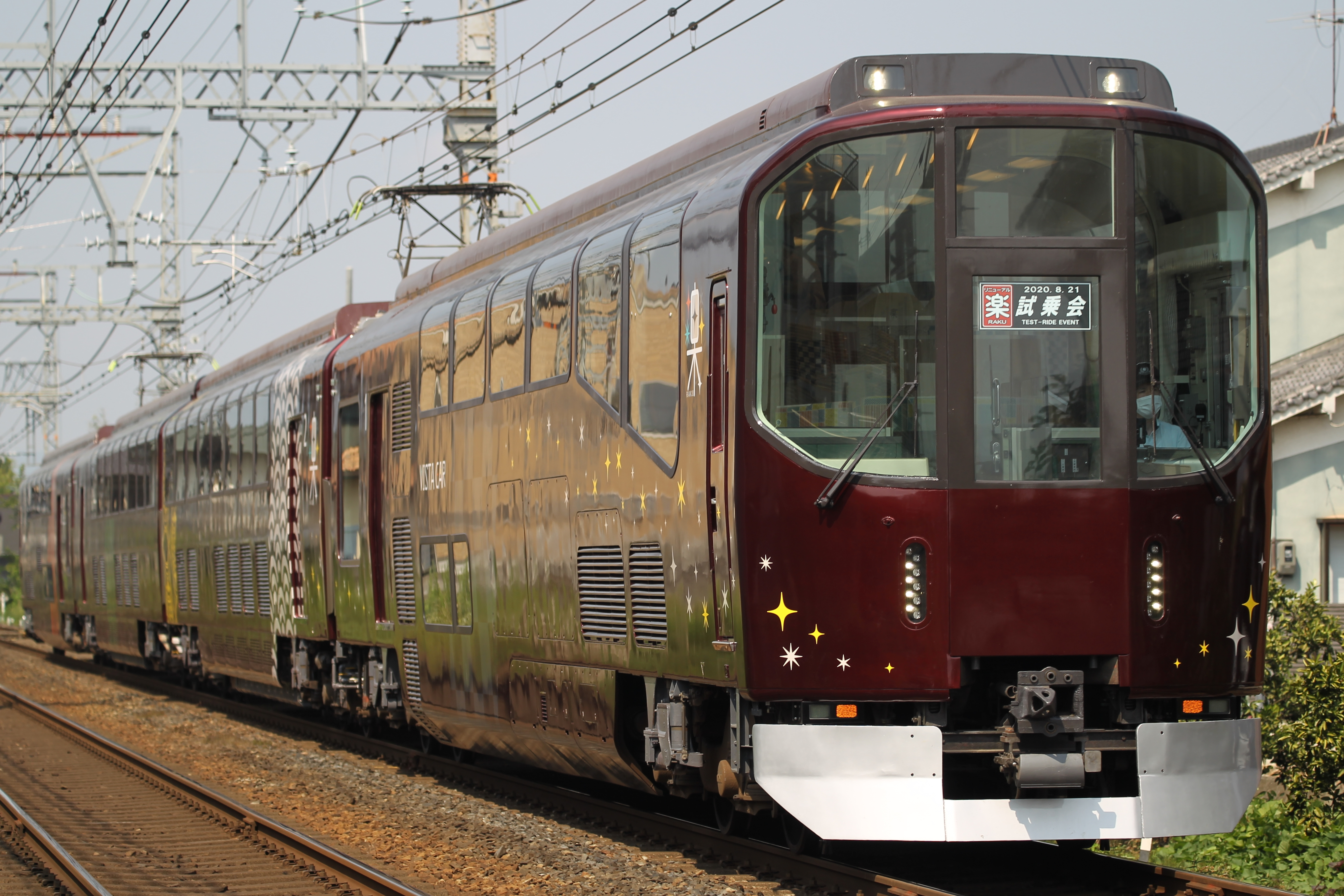
リニューアル後の外観（2020年8月）

2020年3月より本形式のリニューアル工事が実施され、8月21日・9月5日にリニューアル車の試乗会・撮影会がそれぞれ開催されることが発表された。また、編成定員が260人から164人に減少しており、運賃とは別に大人1人400円、子ども1人200円の追加料金を設定している。
近鉄では一般的に20年を目安にリニューアルを行っているが、当形式は当初から団体用であり走行距離が少ないことから30年目でのリニューアルとなった。

### デザインコンセプト
リニューアルに際しては、観光列車への改造も検討したが、供食設備を設置するためには2階建・ハイデッカー構造のため天井高さ確保が困難で、大規模な車体改造が必要となることから、団体専用車両としてリニューアルを実施した。
デザインコンセプトとして、沿線である大阪、京都、奈良、伊勢志摩、名古屋の5地域の魅力を伝統色と和柄によって表現する「地のにぎわい」とした。
車体塗装は伝統工芸である漆をモチーフにした「漆メタリック」の色調に変更されている。さらに「地のにぎわい」を表現する色柄や星柄をラッピングした。また、スカートもホワイトメタリックに塗装している。
「楽」のロゴは沿線5地域のテーマカラーを配したデザインに、VISTA CARのロゴも新しいデザインに変更した。

### 客室
両先頭車（2階建車）の展望席は従来の階段式シート配置から、2階席より1段下げた高さでフラットな床にし、「楽VISTAスポット」と名付けたフリースペースとしてソファやスツールを配置した。
2階建車の階下席はイベントなど多目的に使えるスペースに変更し、これまでの転換クロスシートを撤去して1号車（ク20151）はカーペット敷にソファやクッションを置いて寝転ぶことも可能とし、4号車（ク20101）はヒノキのフローリング床に6分割できる円形スツールを置いている。
両先頭車の連結部は従来は6人分のソファスペースとしていたが、大型荷物置き場や車椅子スペースの要望があり、これらのスペースを設けるとともに大型テーブルを設けた向かい合わせ式のボックスシートを1組（4人分）設けたサロン席としている。この席は眺望を楽しめるよう大型窓（1300 mm×1650 mm）を設置した。また、サロン席には添乗員が使用するマイク設備も引き続き設置している。
座席スペースは従来どおりの転換クロスシートとしている。回転リクライニングシートを装備することも検討されたが、側面の空調ダクトの関係で客室幅が狭く通路を挟んで両側とも2人掛けとは出来ないなどの制約から、転換式のまま交換するに留めている。シート表地には沿線5地域の伝統色と和柄を描いた柄として、枕カバーも一新されている。
2階建車の階上席はシートピッチ980 mmのままとして、窓側のテーブルは人造大理石製からサイズを拡大した木製のものに更新。通路側は小型のインアームテーブルを設置するが前席と2枚を組み合わせることで弁当を広げられる広さを確保している。
一方、中間車については既存のシートピッチが910 mmと狭いため拡大することとしたが、窓割りと合わなくなり一部の席では展望が失われるため、16200系「青の交響曲」で取り入れた手法により、進行方向に向かって座る席と向かい合わせにして座る席を組み合わせることで、シートピッチを約1210 mmに拡大した。同時に、照明付きの大型木製テーブルを各座席間に設けている。

### サニタリー
中間車に和式便器・洋式便器各1個室を設けていた便所については、2号車（モ20251）は洋式便器と男性用小便器を設けた各1個室とし、3号車（モ20201）は車椅子対応トイレとしてサイズを拡大し、向かい側はトイレを廃止して車いす対応スペースに変更した。また、洋式便器には温水洗浄便座を装備している。

### その他
各座席やフリースペースにはコンセントを装備する他、車内フリーWi-Fiを整備し、各先頭車の乗降口付近にモデムを設置している。
また、車椅子対応トイレを設置した3号車の乗降扉は片引戸に変更している。その他の両開き扉も含め上下2つの小窓を設けた新しいものに交換している。
ヘッドマークは直径500 mmのステンレス板にその都度シールを貼って使用するものを用意。使用しない場合は貫通扉裏側にシート生地で出来たカバーを被せて取り付けて置けるようにした。
走行機器については、VVVFインバータ制御化などは行われず従来の抵抗制御のままであるが、主電動機の絶縁強化、主抵抗器や制御関係機器の一部更新を実施した。空調機器のオーバーホールも実施している。
前照灯は、従来標識灯のあった部分にLED式のものを新設し、スカートにあったリトラクタブル式の補助灯は廃止。前面屋根上部にある前照灯をLED化し補助的なものとした。標識灯については別途、台枠下とスカートの間に設置している。

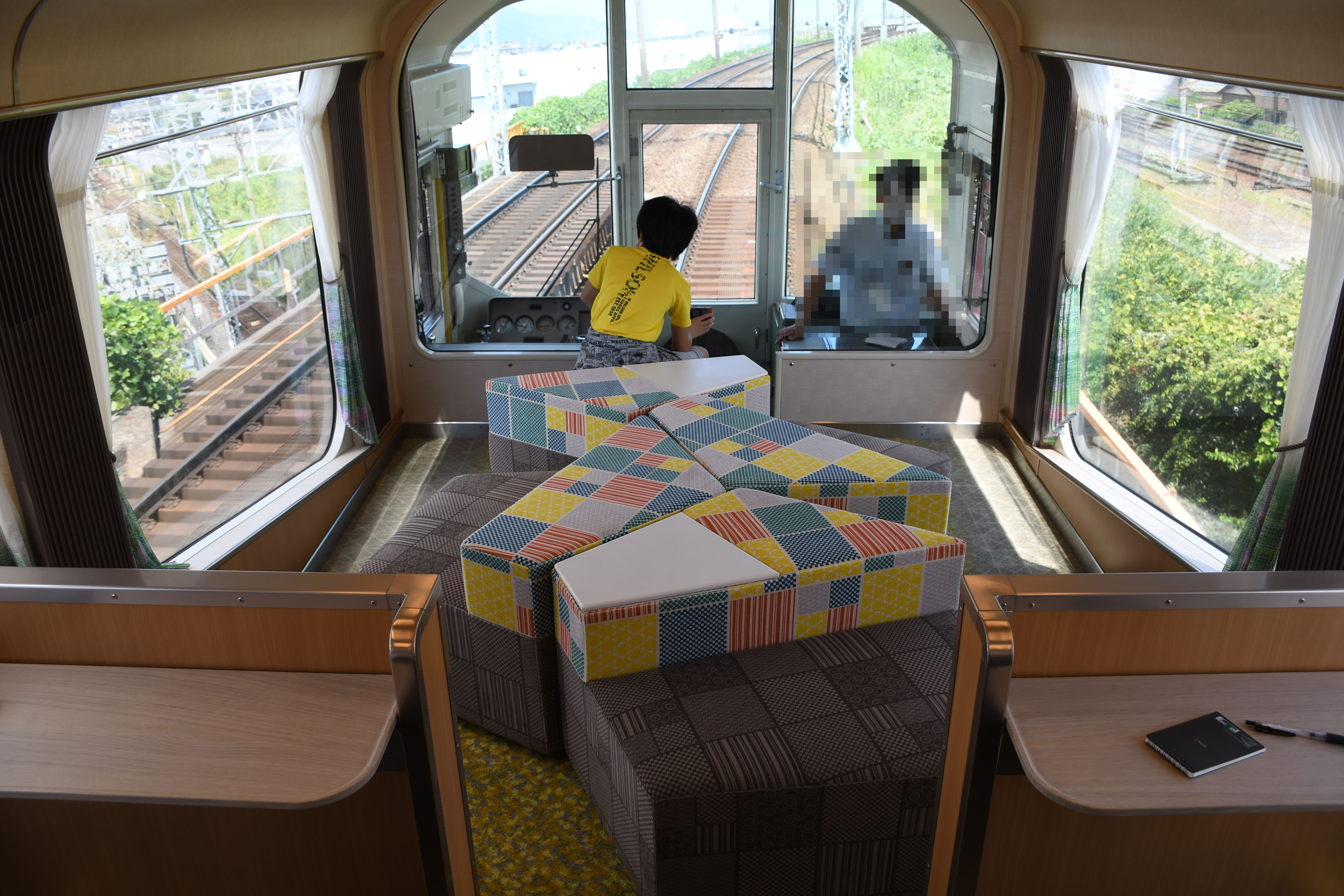
楽 VISTA スポット（1号車）
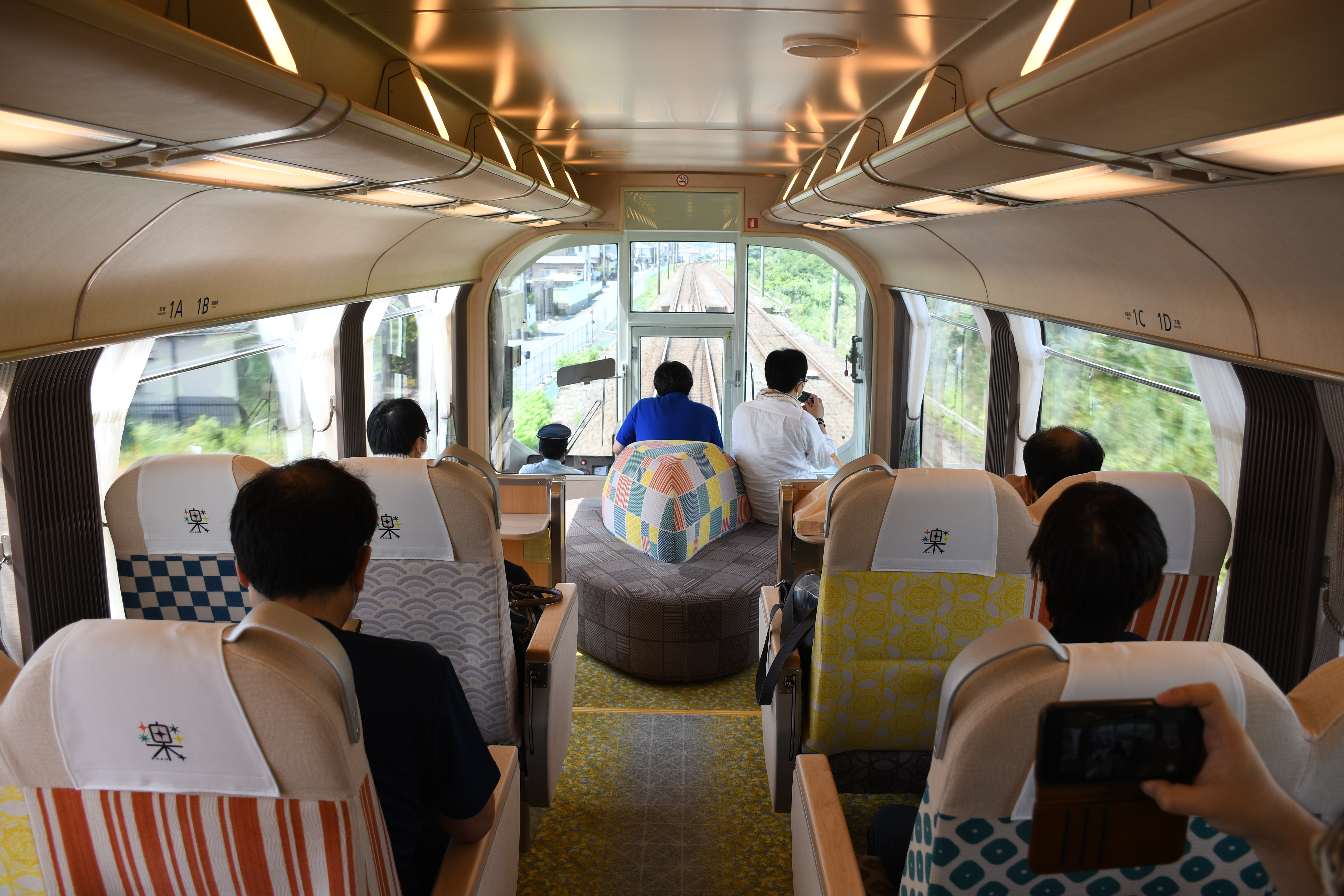
楽 VISTA スポット（4号車）
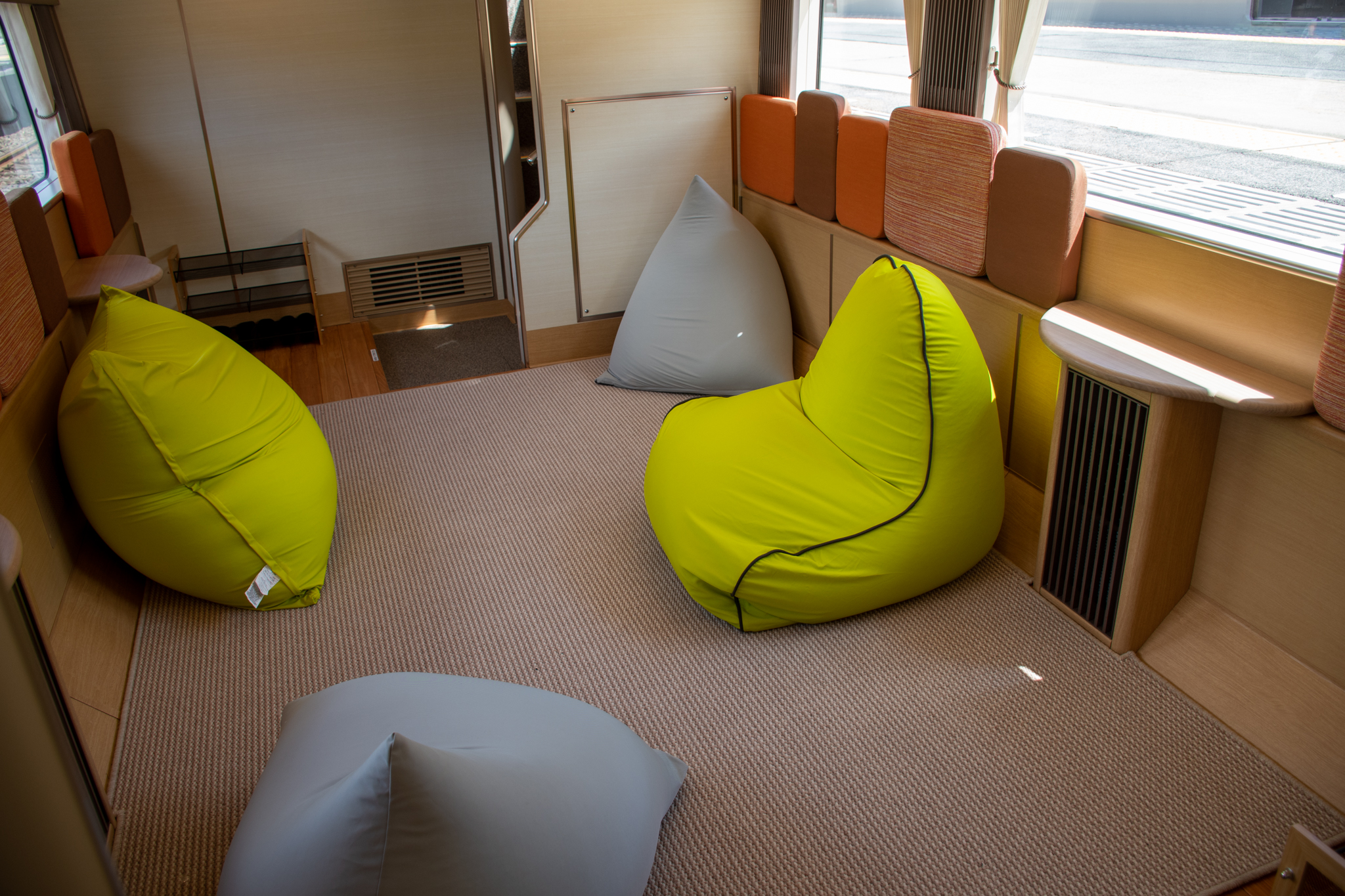
階下フリースペース（1号車）
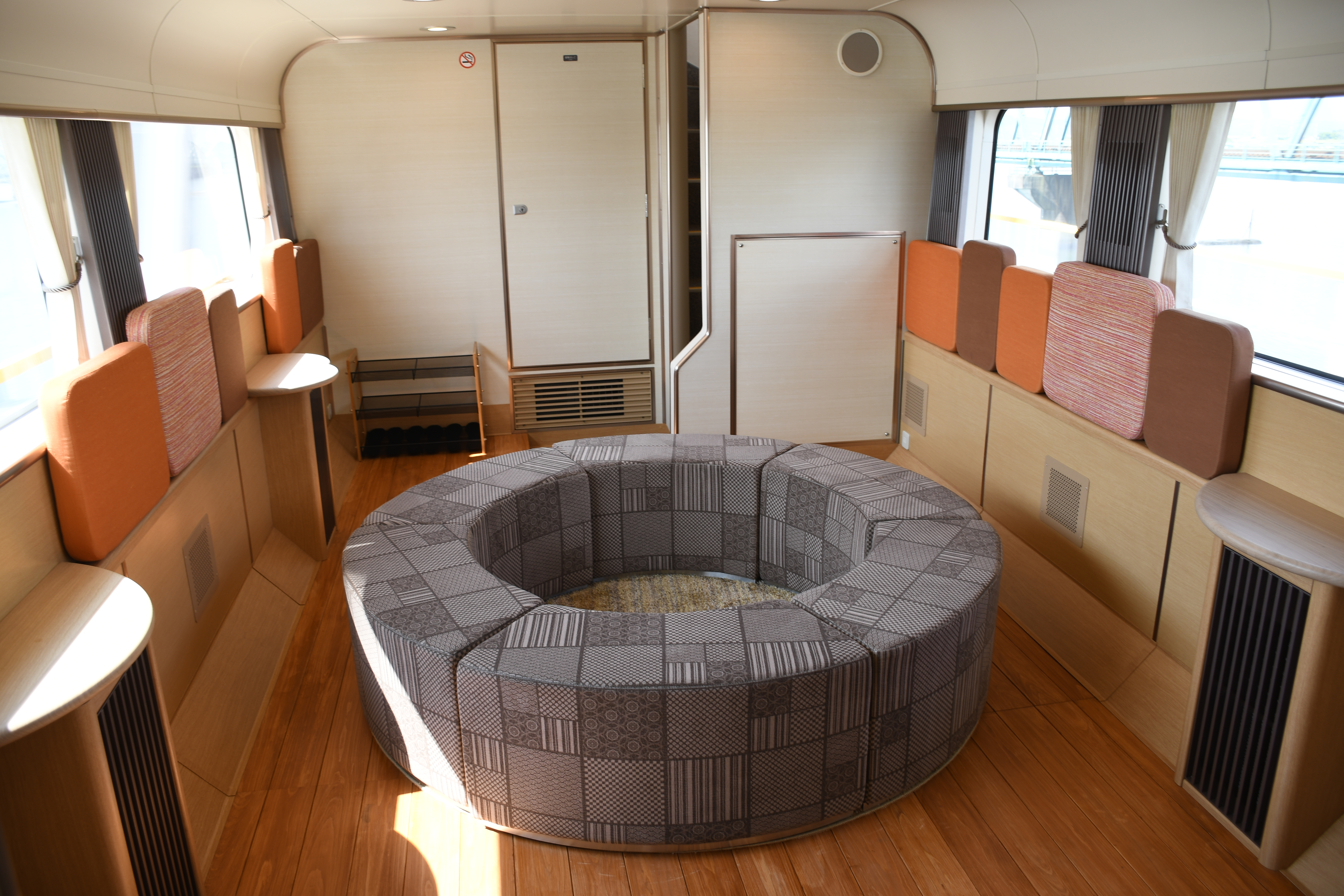
階下フリースペース（4号車）
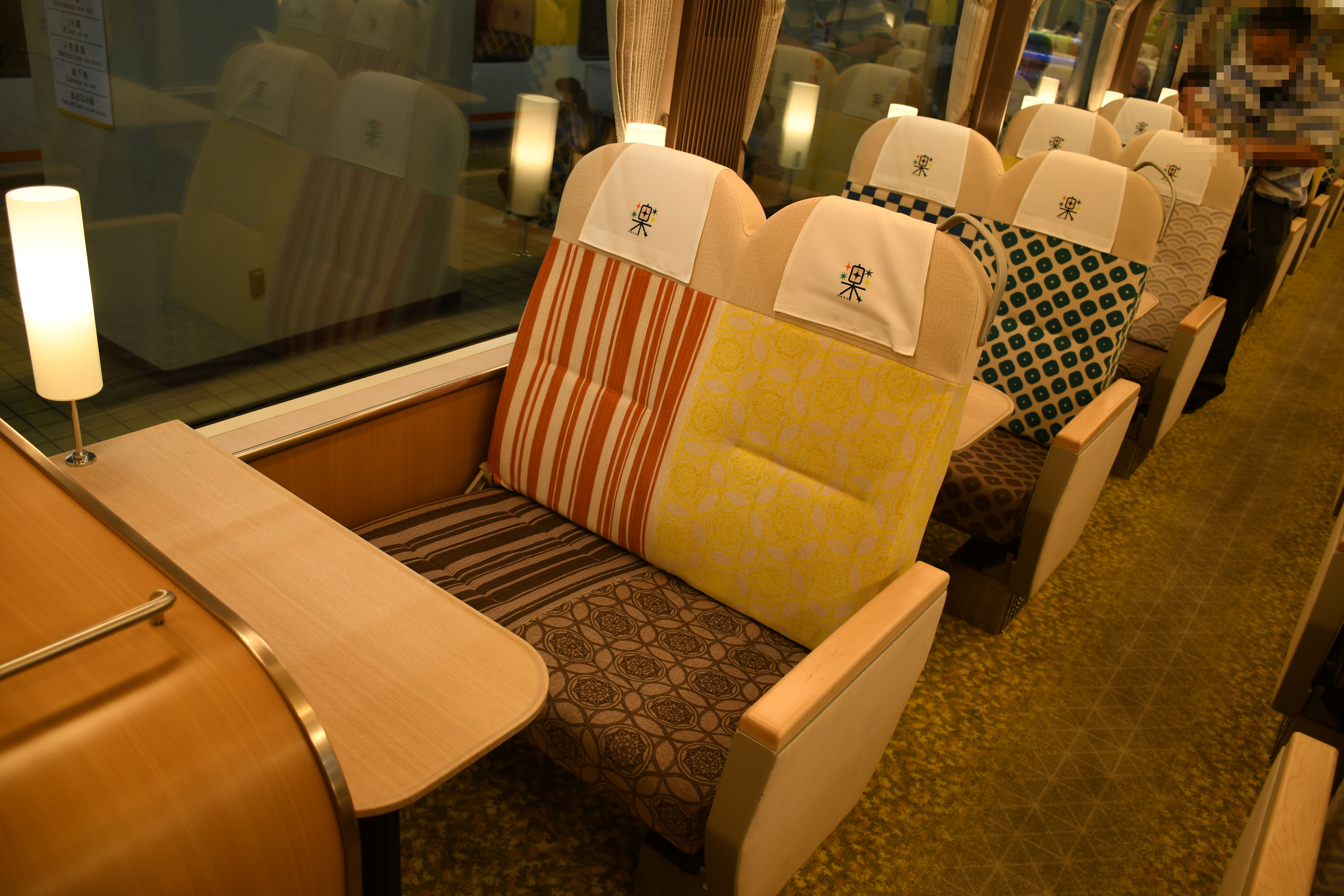
座席（3号車）
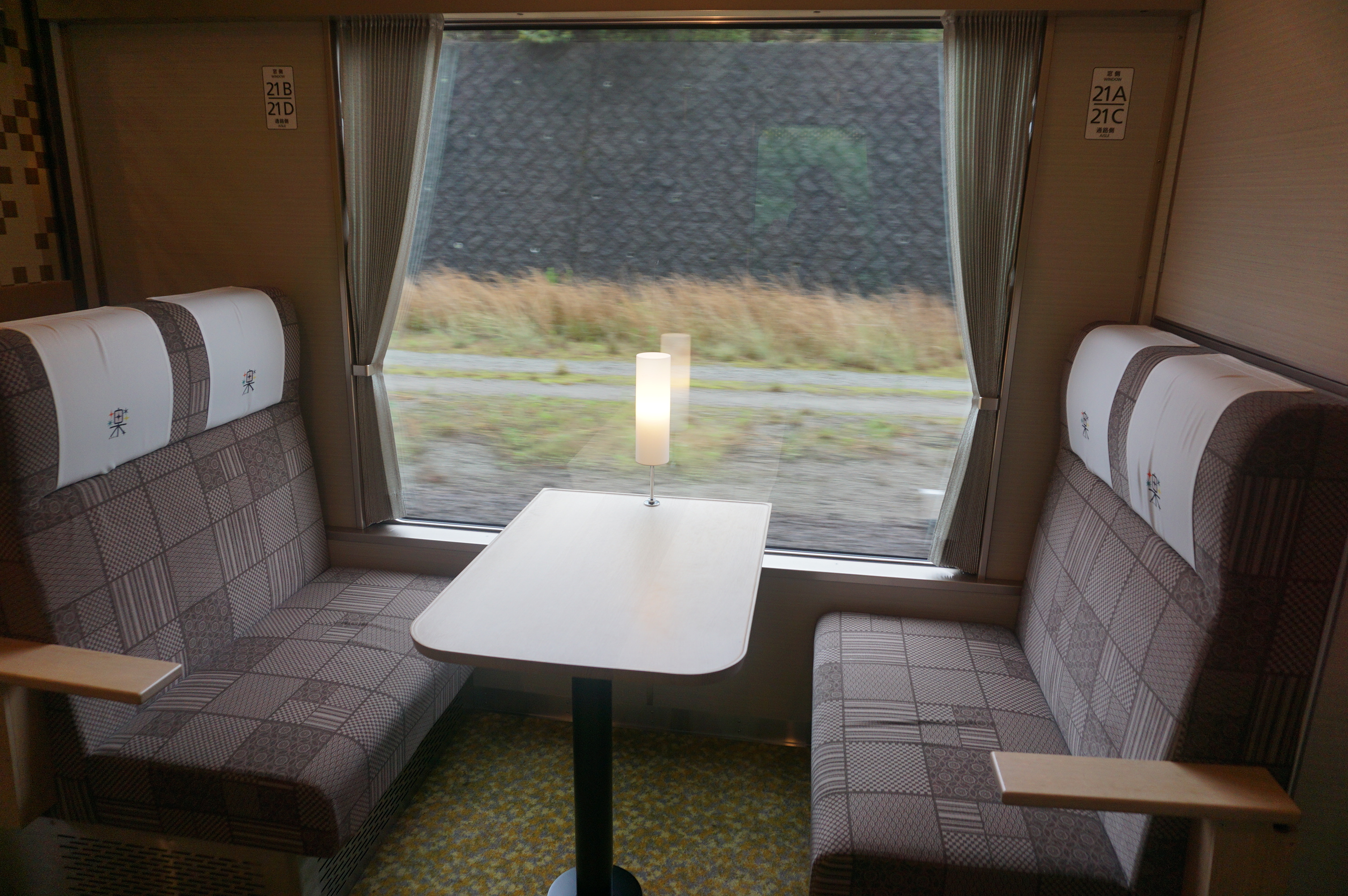
先頭車車端部のボックスシート（1号車）

## その他
本形式の登場当時は20100系の後継の団体専用列車として既に18200系「旧あおぞらII」が存在し、その補完的な役割として補助座席と編成2ヶ所のトイレを備えた3扉転換クロスシート車の5200系および4扉固定クロスシート車の2600系が存在していたことから、1990年に4両編成1本（4両）が製造されたのみに留まっている。18200系の運用離脱後は15200系「新あおぞらII」がその後継となって各種団体専用貸切列車に使用されている。
なお、貸切料金はこの20000系が最も高額の設定となっているが、近鉄では団体専用列車は特急車の扱いとはしていないため、特急料金は不要である。